# Avemetatarsalia
Avemetatarsalia (з лат. «птахолапі») — клада тварин, визначення якої вперше дано в 1999 році. Являє собою одну з двох основних гілок архозаврів, що включає в себе клади Dinosauromorpha і Pterosauria, які об'єднуються під загальною назвою Ornithodira, а також кладу Aphanosauria. В цілому у число Avemetatarsalia включаються всі архозаври, по семи синапоморфними ознаками ближчі до динозаврів і сучасних птахів, ніж до крокодилів .

## Класифікація і назва
В 1999 році у «Філософських працях Королівського товариства» британський палеонтолог Майкл Бентон продемонстрував ряд відмінностей тріасового архозавра Scleromochlus taylori від інших представників клади Ornithodira, в яку він раніше включався. Разом з тим Бентон встановив, що схожість родини Schleromochlidae з кладою Ornithodira досить велика, щоб об'єднати їх в групу вищого рангу, яка відрізняється від іншої основної гілки архозаврів — Pseudosuchia. Оскільки однією з найважливіших відмінних характеристик нової клади, спільних для Schleromochlidae і Ornithodira, були подовжені «пташині» кістки плесна, загальна довжина яких становила понад половину від довжини великогомілкової кістки, Бентон дав їй ім'я Avemetatarsalia, тобто «птахолапі» .
Крім довгої стопи, представники клади Avemetatarsalia мають ще шість синапоморфних ознак :
- Інтермембральний індекс (співвідношення довжини передніх і задніх кінцівок) менше, ніж 0,55
- Лобкова кістка довша сідничної
- Стегнова кістка коротша великогомілкової
- Четверта дистальная кістка передплесна майже дорівнює по товщині третій дистальній кістці передплесна
- Вузька плюсна з щільно прилеглими кістками з першої по четверту
- Відсутність остеодерм на спині.

У свою чергу, представників групи Ornithodira (що включає птерозаврів і динозавроморфів, до яких, за сучасними кладистичними поглядам, відносяться і птахи) відрізняють від склеромохлів п'ять спільних характеристик :
- 8-й передкрижовий хребець довший, ніж 18-й
- Форма дельтопекторального вузла на Плечова кістка наближається до прямокутної (у інших архозаврів ближче до круглої)
- Укорочені п'яткова кістка і звуження малогомілкової кістки
- Борозенка на задній частині таранної кістки
- Рудиментарний або повністю відсутній горб п'яткової кістки

У 2001 році незалежно від висновків Бентона Жак Готьє і Кевін Кейрос дали назву Panaves («всі птахи») групі архозаврів, що включає птахів, динозаврів, птерозаврів, склеромохлусів і тріасових архозаврів з родів Pseudolagosuchus, Lagerpeton і Marasuchus. Їх визначення утвореної клади (всі архозаври, ближчі до птахів, ніж до крокодилів) збігається з більш раннім визначенням Бентона; таким чином, назва Panaves є синонімом Avemetatarsalia .

## Біорізноманіття
Хоча перші представники Avemetatarsalia з'явилися вже в середині тріасового періоду, а до кінця його вже були представлені різноманітними видами, до початку ери динозаврів в юрському періоді псевдозухії були набагато більш поширеними архозаврами. Базальною кладою Avemetatarsalia є птерозаври, рештки яких відомі по норійському ярусу тріасу на території сучасних Європи та Гренландії, але які, ймовірно, з'явилися як самостійна гілка еволюції вже в Ладинському ярусі. У птерозаврів вже спостерігаються спільні для Avemetatarsalia характеристики задніх кінцівок, але за рахунок ранньої появи на еволюційному дереві вони також багато в чому відрізняються від динозаврів .
Відома для пізнього тріасу родина Schleromochlidae розглядається частиною вчених як сестринський таксон для птерозаврів і динозаврів, а іншими — як примітивна форма птерозаврів. Хоча відомі практично повні скелети склеромохлів, всі вони зберігаються в виливках, що ускладнює аналіз решток, враховуючи, що деякі з кісток передлюсни лише трохи крупніші від зерен каменю, в якому знайдені кістяки .
Клада динозавроморфів включає, крім динозаврів, примітивні групи архозаврів, які раніше вважалися еволюційно розвиненими текодонтами — Lagerpeton і Marasuchus, а також їх більшого родича Pseudolagosuchus. Ці групи мають спільні риси з динозаврами і вважаються їх сестринськими таксонами. У даний час вважається ймовірним, що близькі до динозаврів форми існували не тільки в тріасі, але і пізніше, розвиваючись паралельно; до таких динозавроморфів імовірно належать Silesaurus і Sacisaurus. Проте, знахідки базальних видів динозаврів дозволяють сформулювати список ознак, які відрізняють власне динозаврів від цих динозавроморфів .
У 2017 році до клади Avemetatarsalia було включено недавно описана кладу Aphanosauria, давнішу у порівнянні з сестринським таксоном Ornithodira, яка включає переважно тріасових архозаврів (Dongusuchus, Spondylosoma, Teleocrater, Yarasuchus).